# Гримстон, Джон, 7-й граф Верулам
Джон Дункан Гримстон, 7-й граф Верулам (англ. John Duncan Grimston, 7th Earl of Verulam; род. 21 апреля 1951 года) — британский пэр, носивший титул учтивости — виконт Гримстон с 1960 по 1973 год.

## Ранняя жизнь
Родился 21 апреля 1951 года. Единственный сын Джона Гримстона, 6-го графа Верулама (1912—1973), и Марджори Рэй Дункан (? — 1994). Он закончил Итонский колледж и колледж Крайст-черч в Оксфордском университете, где в 1976 году получил степень магистра искусств.
15 апреля 1973 года после смерти своего отца Джон Дункан Гримстон унаследовал титулы 7-го графа Верулама, 8-го барона Верулама из Горхамбери, 7-го виконта Гримстона, 10-го виконта Гримстона, 10-го барона Данбойна и 14-го баронета Лакина из Литтл-Уолтема.

## Деловая карьера
В течение 14 лет до 1996 года он был директором по корпоративным финансам в Barings Bank. Он был управляющим директором ABN-AMRO Bank с 1996 по 2000 год. Он был директором и вице-председателем Kleinwort Benson Private Bank с 2001 по 2008 год. В настоящее время он является председателем Grimston Trust Ltd и партнером-основателем консалтинговой группы Verulam.
Лорд Верулам основал две зарегистрированные благотворительные организации. В 1980 году он основал церковь друзей Святого Михаила в Сент-Олбансе и стал ее председателем в 1980—1987 годах и снова с 2019 года по сегодняшний день. В 2020 году он основал Экологический фонд West Herts и в настоящее время является главным попечителем.

## Личная жизнь
12 сентября 1976 года лорд Верулам женился на Дионе Анджеле Смит (род. 19 июля 1954), дочери Джереми Фокса Эрика Смита и Джулия Мэри Роны Баррелл. У супругов было четверо детей:
- Джеймс Гримстон, виконт Гримстон (род. 6 января 1978), старший сын и наследник титула. 26 июля 2008 года женился на леди Розане Виоле Александре Иннес-Кер (род. 1979), дочери 10-го герцога Роксбурга. У них трое детей:
  - Достопочтенный Джон Иннес Арчи Гримстон (род. 10 августа 2010)
  - Достопочтенный Гай Роберт Гримстон (род. 21 декабря 2011)
  - Достопочтенная Вайолет Мэри Гримстон (род. 8 октября 2014)
- Достопочтенный Хьюго Гай Сильвестр Гримстон (род. 5 ноября 1979), женился на Галлии Сильвианне Элеоноре Макдермотт в сентябре 2008 года. У них четверо детей:
  - Мерлин Чарльз Гримстон (род. 5 августа 2010)
  - Лоркан Себастьян Гримстон (род. 31 января 2014)
  - Гектор Сильвестр Гримстон (род. 31 января 2014)
  - Офелия Сильвианна Форчун Гримстон (род. 8 апреля 2015)
- Леди Флора Гримстон (род. 28 сентября 1981), вышла замуж за Питера Летанку (он является внуком по материнской линии 4-го графа Крэнбрука) в июне 2013 года. У них трое детей:
  - Лео Фокс Эдвард Летанка (род. 14 марта 2014)
  - Захра Фиделити Дионе Летанка (род. 10 февраля 2017)
- Роуз Кристина София Летанка (род. 1 декабря 2019)
- Достопочтенный Сэм Джордж Гримстон (род. 18 октября 1983), женился на Кэтрин Саре Фэй Лонг в марте 2015 года. У них трое детей:
  - Майлз Фокс Харботтл Гримстон (род. 12 апреля 2016)
  - Максимилиан Рэймонд Уолдорф Гримстон (род. 15 ноября 2017)
  - Джорджия Сибил Мэри Гримстон (род. 22 июля 2020).